# Stade Municipal du Ray

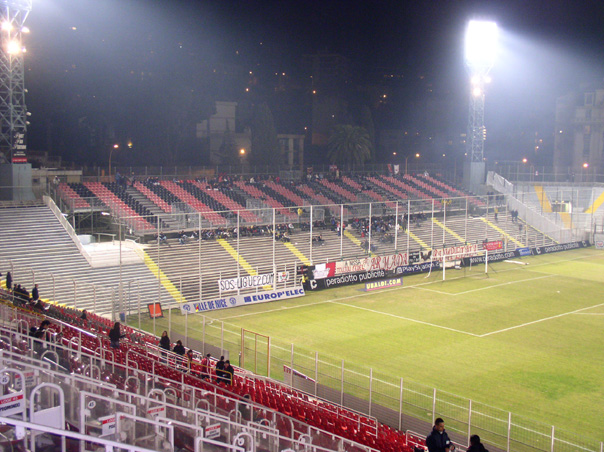
Stade Municipal du Ray

Stade Municipal du Ray is de naam van een voetbalstadion in Nice. OGC Nice, een club uit de Ligue 1, de Franse hoogste klasse, speelde er zijn thuiswedstrijden. Het stadion heeft een capaciteit van 17.415 en werd geopend op 30 januari 1927. Vanaf het seizoen 2013/14 speelt OGC Nice in het nieuwgebouwde Allianz Riviera.